# Кирилл Терлецкий
Епи́скоп Кири́лл (в миру Кири́лл Семёнович Терле́цкий (1540-е — 21 мая 1607 году) — православный, затем униатский епископ Луцкий и Острожский, вёл жизнь разгульного магната. 
Кирилл (Семенович-Терлецкий один из инициаторов и лидеров Берестейской церковной унии 1596 года.

## Биография
Дата рождения неизвестна. Родился, видимо, в Пинске. Происходил из небогатого православного шляхецкого рода. В молодости занимал судебную должность, хорошего образования не получил. Впоследствии принял духовное звание и в 1560-х годах был протопопом в Пинске. После смерти жены принял монашество (1572) был возведён (назначен) в сан епископа Пинского и Туровского. Занимался защитой имущественных прав церкви и увеличением архиерейских доходов.
В 1585 году занял пост епископа Луцкого и Острожского. Неоднократно судился за земли и имущество. Вместе с епископом Владимирским и Берестейским Ипатием Потеем явился инициатором создания унии.
В августе 1589 года Константинопольский патриарх Иеремия II назначил Терлецкого своим экзархом.
В 1595 году вместе с Потеем ездил в Рим, где присягнул на иерархическое подчинение Папе Римскому. После возвращения из Рима, Терлецкий и Потей открыли в Бе́ресте церковный собор, на котором 8 октября 1596 года уния была торжественно объявлена. На соборе часть православных епископов низложила Кирилла, но он получил от короля особую охранительную грамоту и в пожизненное управление Кобринский Спасский монастырь, со всеми имениями.
После подписания унии продолжал вести прежний образ жизни: вёл веселую жизнь богатого магната. Киевский митрополит Михаил Рогоза называл его «райским змеем» и «коварной лисицей». Похоронен в Луцком кафедральном соборе.